# Anatol Radzinowicz
Anatol Radzinowicz est un chef décorateur de cinéma polonais, né le 10 décembre 1911 à Łódź et mort le 12 mars 1994 à Wiesbaden.

## Filmographie
- 1946 : Chansons interdites
- 1948 : Une chaumière et un cœur
- 1957 : Król Maciuś I
- 1958 : Orzeł
- 1958 : Ósmy dzień tygodnia
- 1960 : Szatan z siódmej klasy
- 1961 : Dziś w nocy umrze miasto
- 1962 : L'Art d'être aimée
- 1962 : Histoire de deux enfants qui volèrent la Lune
- 1967 : Małżeństwo z rozsądku
- 1968 : Ostatni po Bogu
- 1970 : Abel, twój brat